# La Voix des airs
La Voix des airs est une œuvre de René Magritte réalisée à la peinture à l'huile en 1931 et conservée dans la collection Peggy Guggenheim à Venise.

## Historique
Il existe quatre versions à l'huile de cette œuvre. La plus célèbre est celle conservée à la Solomon R. Guggenheim Foundation, la collection Peggy Guggenheim à Venise. Une autre version exposée au public est conservée à la Galerie d'art Albright-Knox, à Buffalo (New York).

## Description
L'œuvre met en scène trois grands grelots (ou sphères ou ballons) suspendus dans le ciel, le tout dans un paysage banal représentant une prairie, à l'horizon de laquelle on aperçoit une sorte de bande de mer. L'ensemble du paysage est très paisible, presque surréaliste.
La simplicité du paysage rappelle la région de Belgique où Magritte a grandi, le Pays noir. Le ciel était souvent gris et l'arrière-plan du tableau fait référence aux pentes de scories de fer qui parsemaient le paysage. Les formes flottantes, qui confèrent une mystérieuse résonance, sont inspirées des grelots suspendus aux colliers des chevaux, dont le son se répercutait dans l'air nocturne sur de grandes distances. Les fentes dans les sphères reflètent l'obsession de Magritte pour la dissimulation et l'évocation du mystère de l'expérience humaine. Dans cette peinture, les grelots groupés flottent et pèsent en même temps comme des symboles de quelque chose qui peut écraser et devenir la prémonition d'une menace
Les couleurs sont froides et claires. Les trois grelots sont disproportionnés par rapport au paysage et à la réalité. L'utilisation de la perspective aérienne, déjà utilisée par Léonard de Vinci, est présente. L'espace est représenté de manière photographique, l'horizon est très bas, et les grelots occupent la moitié de l'œuvre.
Dans cette œuvre, on peut reconnaître certains des aspects typiques du travail de Magritte, comme la disproportion des objets et leur placement dans un contexte réel (aussi dans son œuvre Les Princes de l'automne), ou la flottaison d'objets apparemment lourds (aussi dans son œuvre Le Château des Pyrénées).
Le grelot est un motif qui revient souvent dans l'œuvre de Magritte. Dans La Voix des airs, il en pose trois dans un nouveau décor et modifie leurs proportions réelles. Il les extrait de leur univers ordinaire et les soustrait à leur fonction première pour modifier la perception qu'on en a et leur conférer d'autres significations et une irrationalité surréaliste. Il a écrit : « J'ai fait germer les grelots de fer suspendus au cou de nos admirables chevaux comme des plantes dangereuses au bord d'un abîme ».
Le compositeur néerlandais Johan de Meij a représenté le tableau dans le premier mouvement de sa suite La Collection vénitienne.